# Kazoo

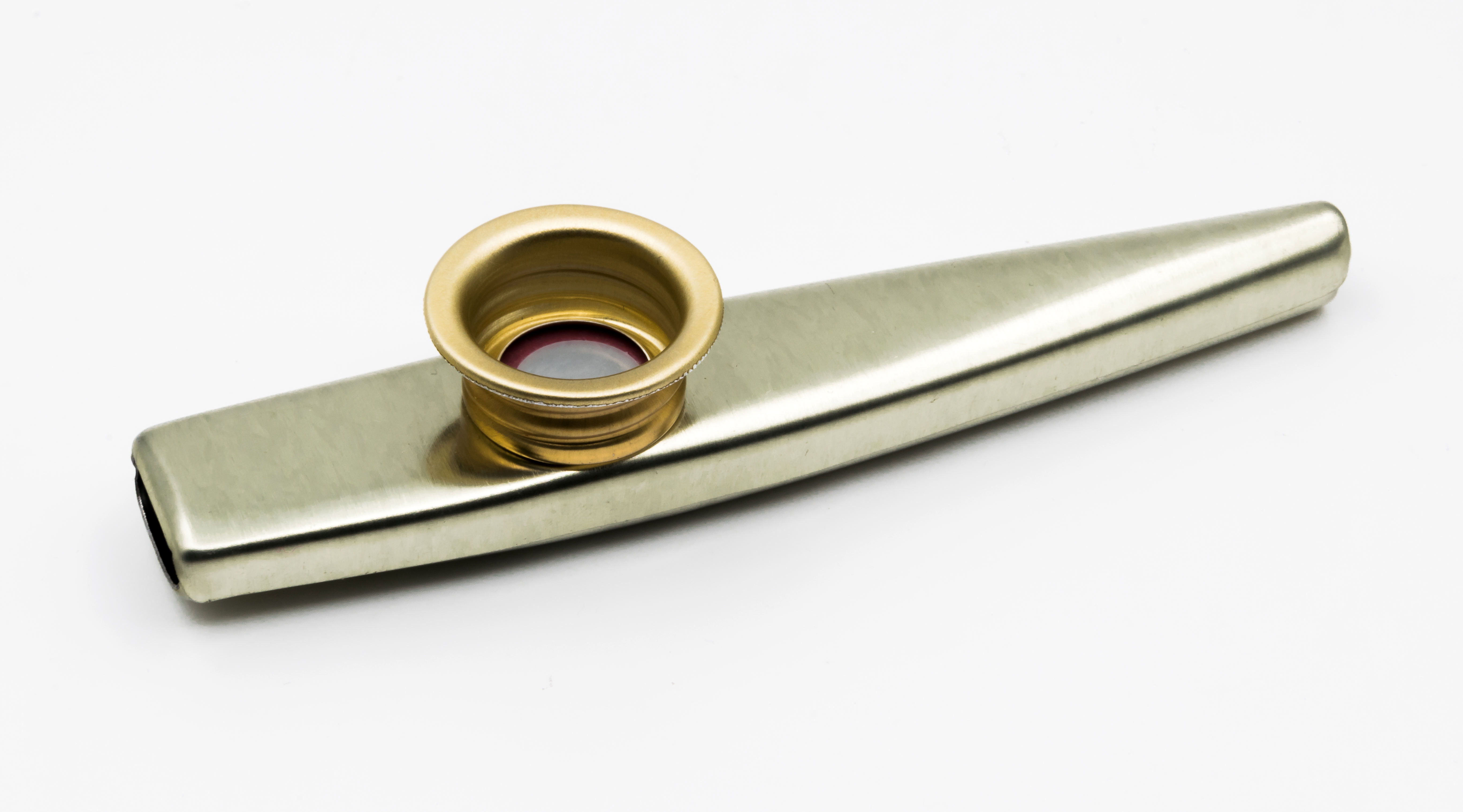
Kazoo

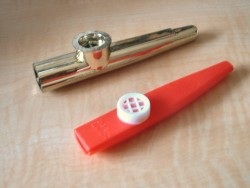
Kazoos in verschiedenen Ausführungen

Das Kazoo [kəˈzuː] (englisch auch bazoo, bazooka, gazooka, gazoota) ist ein kleines Membranophon, das zu den Ansingtrommeln (Mirlitons) gehört. Durch Ansprechen oder Ansingen wird eine Membran in Schwingung versetzt und damit der Ton der eigenen Stimme verändert.
Kazoos kommen häufig in einer charakteristischen Form vor: ein etwa 10–12 cm langes, leicht rechteckiges Röhrchen, das zum Ende hin spitz zuläuft, aber dennoch offen ist. Auf dem Röhrchen sitzt ein runder, halboffener Halter, unter dem eine Pergament-Membran oder Fischhaut-Membran lose aufliegt. Es gibt Kazoos in den verschiedensten Formen. Der Membranhalter kann oben oder seitlich angebracht sein.
Kazoos werden aus verschiedenen Materialien hergestellt. Am gebräuchlichsten und billigsten ist Kunststoff, was den typischen quäkenden Klang noch hervorhebt. Kazoos aus Metall klingen heller und sind stabiler, sind dafür aber etwas teurer. Kazoos aus Holz sind relativ edel und haben einen warmen und weichen Klang.
Es funktioniert ähnlich wie die alte Technik des Kamm-Blasens, wobei ein leicht saxophonartiger Klang entsteht. Ein Kazoo ist kein Blasinstrument. Es wird nicht hineingeblasen, sondern hineingesungen. Mit der eigenen Stimme wird die kleine Pergamentmembran zum Schwingen gebracht. Die Membran bringt keinen eigenen Ton hervor, sie verstärkt und verändert nur den der Gesangsstimme. Das Ergebnis ist ein quäkiger, nasaler, verzerrter Klang. Die Tonhöhe hängt allein von dem hineingesungenen Ton ab.
Ansingtrommeln und durch Membrane im Klang veränderte Musikinstrumente gibt es seit Jahrhunderten in Afrika. Während das Instrument im frühen Jazz in Jug-Bands oder Spasm Bands als Melodiestimme eingesetzt wurde und es in den 1920er Jahren regelrechte Kazoo-Orchester gab, spielt es gegenwärtig in der Regel nur eine Rolle als Effektinstrument oder musikalischer Gag.